# Euroliga 2009/10
Rozgrywki Euroligi w sezonie 2009/2010 są dziesiątymi klubowymi rozgrywkami, którą przewodniczy Unia Europejskich Lig Koszykarskich - ULEB. W tym sezonie do rywalizacji stanęło trzydzieści zespołów z piętnastu różnych europejskich krajów, licząc od pierwszej rundy kwalifikacyjnej, która ruszyła już 29 września 2009 roku, a która będzie miała swój finał w Paryżu. W terminie 7-9 maja 2010 roku w stolicy Francji, a dokładnie w Palais Omnisports de Paris-Bercy, odbędzie się Final Four, która wyłoni po raz 60. klubowego mistrza Europy.
Z jednego kraju do Euroligi mogły zakwalifikować się maksymalnie trzy drużyny. Jednakże, 14 klubów posiada licencję ULEB, dzięki czemu bezwzględnie na pozycję w rodzimej lidze dany klub z licencją ma zapewnioną grę w rozgrywkach Euroligi w sezonie 2011/2012. Kluby z licencją to:
- Caja Laboral Vitoria, Real Madryt, Regal FC Barcelona, Unicaja Málaga
- Montepaschi Siena, Lottomatica Rzym
- Olympiakos BC, Panathinaikos BC
- PBC CSKA Moskwa
- Efes Pilsen SK, Fenerbahçe Ülker
- Žalgiris Kowno
- Maccabi Tel Awiw
- ASVEL Lyon-Villeurbanne (Runda kwalifikacyjna)

## I runda eliminacyjna[3]
Pierwsze mecze rozegrano 29 września, a rewanże 2 października. Zwycięzca awansował do II rundy, przegrany trafial do Eurocup.
| Team #1               | Agg.    | Team #2                | 1st leg | 2nd leg |
| --------------------- | ------- | ---------------------- | ------- | ------- |
| Spirou Charleroi      | 111–134 | Entente Orléans Loiret | 55–53   | 56–81   |
| BK Windawa            | 154–161 | Benetton Treviso       | 78–73   | 76–88   |
| Le Mans Sarthe Basket | 123–137 | ALBA Berlin            | 61–60   | 62–77   |
| Aris Saloniki         | 129–156 | Maroussi Ateny         | 69–67   | 60–89   |

## II runda eliminacyjna[3]
Pierwsze mecze rozegrano 6 października, a rewanże 9 (Benetton-Orléans) i 11 października (Maroussi-ALBA). Zwycięzcy awansowali do Euroligi, przegrani trafiali Eurocup.
| Team #1          | Agg.    | Team #2                | 1st leg | 2nd leg |
| ---------------- | ------- | ---------------------- | ------- | ------- |
| Benetton Treviso | 155–162 | Entente Orléans Loiret | 73–82   | 82–80   |
| Maroussi Ateny   | 149–145 | ALBA Berlin            | 79–70   | 70–75   |

## Uczestnicy
| Zespołu uczestniczące w rozgrywkach grupowych Euroligi | Zespołu uczestniczące w rozgrywkach grupowych Euroligi | Zespołu uczestniczące w rozgrywkach grupowych Euroligi | Zespołu uczestniczące w rozgrywkach grupowych Euroligi | Zespołu uczestniczące w rozgrywkach grupowych Euroligi |
| ------------------------------------------------------ | ------------------------------------------------------ | ------------------------------------------------------ | ------------------------------------------------------ | ------------------------------------------------------ |
| Liga ACB                                               | FC Barcelona (1)M                                      | Caja Laboral Vitoria (2)                               | Unicaja Malaga (3)                                     | Real Madryt (4)                                        |
| A1 Ethniki                                             | Panathinaikos BC (1)                                   | Olympiakos BC (2)                                      | Maroussi AtenyE (3)                                    |                                                        |
| Lega Basket A                                          | Montepaschi Siena (1)                                  | Armani Jeans Mediolan (2)                              | Lottomatica Rzym (4)                                   |                                                        |
| Pro A                                                  | ASVEL Villeurbanne (1)                                 | Entente Orleanaise LoiretE (2)                         |                                                        |                                                        |
| Superliga                                              | Chimki Moskwa (2)                                      | CSKA Moskwa (1)                                        |                                                        |                                                        |
| Lietuvos Krepšinio Lyga                                | Lietuvos Rytas (1)                                     | Żalgiris Kowno (2)                                     |                                                        |                                                        |
| Türkiye Basketbol Ligi                                 | Efes Pilsen SK (1)                                     | Fenerbahçe Ülker (2)                                   |                                                        |                                                        |
| Ligat HaAl                                             | Maccabi Tel Awiw (1)                                   |                                                        |                                                        |                                                        |
| 1.A SBL                                                | Olimpija Ljubljana (1)                                 |                                                        |                                                        |                                                        |
| Polska Liga Koszykówki                                 | Asseco Prokom Gdynia (1)                               |                                                        |                                                        |                                                        |
| Basketball-Bundesliga                                  | EWE Baskets Oldenburg (1)                              |                                                        |                                                        |                                                        |
| A1 Liga                                                | Cibona Zagrzeb (1)                                     |                                                        |                                                        |                                                        |
| Naša Sinalko Liga                                      | Partizan Belgrad (1)                                   |                                                        |                                                        |                                                        |

## Sezon zasadniczy
Sezon zasadniczy ruszył 15 października 2009, a zakończył 14 stycznia 2010 roku.
Jeśli drużyny mają tyle samo punktów, to o miejscu w grupie decydują:
1. Mecze bezpośrednie
2. Różnica punktowa w meczach bezpośrednich
3. Różnica punktów zdobytych i straconych
4. Liczba zdobytych punktów
5. Współczynnik zdobytych i straconych punktów na mecz

|  | Awans do TOP16            |
|  | Odpadnięcie z rywalizacji |

### Grupa A
|    | Zespół             | Mecze | W  | P | Zd. | Str. | Róż  | Inne    |
| -- | ------------------ | ----- | -- | - | --- | ---- | ---- | ------- |
| 1. | FC Barcelona       | 10    | 10 | 0 | 833 | 625  | +208 |         |
| 2. | Montepaschi Siena  | 10    | 8  | 2 | 830 | 689  | +141 |         |
| 3. | Žalgiris Kowno     | 10    | 3  | 7 | 673 | 739  | −66  | 3–3, +6 |
| 4. | Cibona Zagrzeb     | 10    | 3  | 7 | 637 | 742  | −105 | 3–3, +2 |
| 5. | ASVEL Villeurbanne | 10    | 3  | 7 | 680 | 749  | −69  | 3–3, −3 |
| 6. | Fenerbahçe Ülker   | 10    | 3  | 7 | 690 | 799  | −109 | 3–3, −5 |

### Grupa B
|    | Zespół                 | Mecze | W | P | Zd. | Str. | Róż | Inne    |
| -- | ---------------------- | ----- | - | - | --- | ---- | --- | ------- |
| 1. | Olympiakos Pireus      | 10    | 8 | 2 | 884 | 787  | +97 |         |
| 2. | Unicaja Málaga         | 10    | 7 | 3 | 784 | 775  | +9  |         |
| 3. | Partizan Belgrad       | 10    | 5 | 5 | 745 | 757  | −12 |         |
| 4. | Efes Pilsen S.K.       | 10    | 4 | 6 | 808 | 793  | +15 | 1–1, +8 |
| 5. | Lietuvos Rytas Wilno   | 10    | 4 | 6 | 741 | 784  | −43 | 1–1, −8 |
| 6. | Entente Orléans Loiret | 10    | 2 | 8 | 722 | 788  | −66 |         |

### Grupa C
|    | Zespół                   | Mecze | W | P | Zd. | Str. | Róż | Inne    |
| -- | ------------------------ | ----- | - | - | --- | ---- | --- | ------- |
| 1. | CSKA Moskwa              | 10    | 8 | 2 | 730 | 700  | +30 |         |
| 2. | Caja Laboral Baskonia    | 10    | 7 | 3 | 779 | 735  | +46 |         |
| 3. | Maccabi Electra Tel Awiw | 10    | 6 | 4 | 794 | 737  | +57 |         |
| 4. | Maroussi Ateny           | 10    | 4 | 6 | 744 | 764  | −20 | 1–1, +1 |
| 5. | Lottomatica Rzym         | 10    | 4 | 6 | 713 | 737  | −24 | 1–1, –1 |
| 6. | Olimpija Ljubljana       | 10    | 1 | 9 | 677 | 764  | −87 |         |

### Grupa D
|    | Zespół                | Mecze | W | P | Zd. | Str. | Róż  | Inne |
| -- | --------------------- | ----- | - | - | --- | ---- | ---- | ---- |
| 1. | Real Madryt           | 10    | 8 | 2 | 811 | 690  | +121 | 2–0  |
| 2. | Panathinaikos Ateny   | 10    | 8 | 2 | 792 | 697  | +95  | 0–2  |
| 3. | Chimki Moskwa         | 10    | 6 | 4 | 740 | 733  | +7   |      |
| 4. | Asseco Prokom Gdynia  | 10    | 4 | 6 | 747 | 810  | −63  |      |
| 5. | Armani Jeans Milano   | 10    | 3 | 7 | 724 | 741  | −17  |      |
| 6. | EWE Baskets Oldenburg | 10    | 1 | 9 | 657 | 800  | −143 |      |

## TOP16
Zespoły, które awansowały z grup w rundzie zasadniczej, trafiły do TOP16 - najlepszej szesnastki w rozgrywkach Euroligi. W tej fazie drużyny walczą w czterozespołowych grupach, gdzie każdy gra z każdym dwukrotnie - raz w domu, a raz na wyjeździe. Ci, którzy zajmą pierwsze dwa miejsca, awansują do ćwierćfinału. Faza rozpoczęła się 27 stycznia, a zakończy się 11 marca. Losowanie odbyło się 18 stycznia o godz. 13 w siedzibie Euroligi w Barcelonie i było transmitowane na żywo na oficjalnej stronie rozgrywek.
|  | Awans do ćwierćfinałów    |
|  | Odpadnięcie z rywalizacji |

### Grupa E
|    | Zespół              | Mecze | W | P | Pkt | Zd. | Str. | Róż | Inne    |
| -- | ------------------- | ----- | - | - | --- | --- | ---- | --- | ------- |
| 1. | FC Barcelona        | 6     | 5 | 1 | 11  | 465 | 396  | +69 |         |
| 2. | Partizan Belgrad    | 6     | 3 | 3 | 9   | 389 | 422  | -33 |         |
| 3. | Panathinaikos Ateny | 6     | 2 | 4 | 8   | 439 | 442  | −3  | 1-1, +1 |
| 4. | Maroussi Ateny      | 6     | 2 | 4 | 8   | 419 | 452  | −33 | 1-1, -1 |

### Grupa F
|    | Zespół            | Mecze | W | P | Pkt | Zd. | Str. | Róż | Inne   |
| -- | ----------------- | ----- | - | - | --- | --- | ---- | --- | ------ |
| 1. | Maccabi Tel Awiw  | 6     | 4 | 2 | 10  | 444 | 423  | +21 |        |
| 2. | Real Madryt       | 6     | 3 | 3 | 9   | 447 | 444  | +3  | 1-1,+1 |
| 3. | Montepaschi Siena | 6     | 3 | 3 | 9   | 481 | 497  | –16 | 1-1,-1 |
| 4. | Efes Pilsen S.K.  | 6     | 2 | 4 | 8   | 437 | 445  | -8  |        |

### Grupa G
|    | Zespół               | Mecze | W | P | Pkt | Zd. | Str. | Róż | Inne    |
| -- | -------------------- | ----- | - | - | --- | --- | ---- | --- | ------- |
| 1. | CSKA Moskwa          | 6     | 5 | 1 | 11  | 496 | 448  | +46 |         |
| 2. | Asseco Prokom Gdynia | 6     | 3 | 3 | 9   | 471 | 455  | +16 |         |
| 3. | Unicaja Málaga       | 6     | 2 | 4 | 8   | 450 | 452  | −2  | 1-1,+13 |
| 4. | Žalgiris Kowno       | 5     | 2 | 4 | 8   | 454 | 514  | −60 | 1-1,-13 |

### Grupa H
|    | Zespół                | Mecze | W | P | Pkt | Zd. | Str. | Róż | Inne      |
| -- | --------------------- | ----- | - | - | --- | --- | ---- | --- | --------- |
| 1. | Olympiakos Pireus     | 6     | 5 | 1 | 11  | 536 | 502  | +32 |           |
| 4. | Caja Laboral Baskonia | 6     | 3 | 3 | 9   | 515 | 521  | –6  | 1-1,0,-6  |
| 3. | Chimki Moskwa         | 6     | 3 | 3 | 9   | 476 | 465  | –11 | 1-1,0,-11 |
| 4. | Cibona Zagrzeb        | 6     | 1 | 5 | 7   | 486 | 501  | −3  |           |

### Ćwierćfinały
Rozgrywane będą od 23 marca do 7 kwietnia 2010 roku. Zespół #1 będzie gospodarzem w meczach nr 1 i 2 oraz 5, jeśli do niego dojdzie. Zespół #2 zaś w meczach 3 oraz 4, o ile do niego dojdzie. Gra się bowiem do trzech zwycięstw.
|    | Zespół #1         | Suma | Zespół #2             | Mecz 1 | Mecz 2 | Mecz 3 | Mecz 4 | Mecz 5 |
| -- | ----------------- | ---- | --------------------- | ------ | ------ | ------ | ------ | ------ |
| 1. | FC Barcelona      | 3-1  | Real Madryt           | 68-61  | 63-70  | 84-73  | 84-78  |        |
| 2. | Maccabi Tel Awiw  | 1-3  | Partizan Belgrad      | 77-85  | 98-78  | 73-81  | 67-76  |        |
| 3. | CSKA Moskwa       | 3-1  | Caja Laboral Baskonia | 86-63  | 83-63  | 53-66  | 74-70  |        |
| 4. | Olympiakos Pireus | 3-1  | Asseco Prokom Gdynia  | 83-79  | 90-73  | 78-81  | 86-70  |        |

### Final Four
Palais Omnisports de Paris-Bercy, Paryż, Francja

#### Drabinka
|  |                     |                     |               |                   |    |              |              |       |
|  | Półfinały           | Półfinały           | Półfinały     |                   |    | Finał        | Finał        | Finał |
|  | Półfinały           | Półfinały           | Półfinały     |                   |    | Finał        | Finał        | Finał |
|  | 1                   |                     |               |                   |    |              |              |       |
|  |                     |                     |               |                   |    |              |              |       |
|  | FC Barcelona        | FC Barcelona        | 64            |                   |    |              |              |       |
|  | FC Barcelona        | FC Barcelona        | 64            | 4                 |    |              |              |       |
|  | PBC CSKA Moskwa     | PBC CSKA Moskwa     | 54            |                   |    |              |              |       |
|  | PBC CSKA Moskwa     | PBC CSKA Moskwa     | 54            |                   |    | FC Barcelona | FC Barcelona | 86    |
|  | 2                   |                     |               |                   |    | FC Barcelona | FC Barcelona | 86    |
|  |                     |                     | Olympiakos BC | Olympiakos BC     | 68 |              |              |       |
|  | KK Partizan Belgrad | KK Partizan Belgrad | Olympiakos BC | Olympiakos BC     | 68 | 80           |              |       |
|  | KK Partizan Belgrad | KK Partizan Belgrad |               |                   |    |              |              |       |
|  | Olympiakos BC       | Olympiakos BC       | 83            |                   |    |              |              |       |
|  | Olympiakos BC       | Olympiakos BC       | 83            | Mecz o 3. miejsce |    |              |              |       |
|  |                     |                     |               |                   |    |              |              |       |
|  | 3                   |                     |               |                   |    |              |              |       |
|  |                     |                     |               |                   |    |              |              |       |
|  | PBC CSKA Moskwa     | PBC CSKA Moskwa     | 90            |                   |    |              |              |       |
|  | PBC CSKA Moskwa     | PBC CSKA Moskwa     | 90            |                   |    |              |              |       |
|  | KK Partizan Belgrad | KK Partizan Belgrad | 88            |                   |    |              |              |       |
|  | KK Partizan Belgrad | KK Partizan Belgrad | 88            |                   |    |              |              |       |

Półfinał nr 1
| 7 maja 201018:00 | FC Barcelona                              | 64:54 | CSKA Moskwa                                      | Palais Omnisports de Paris-Bercy Paryż Widzów: 14768 Sędzia: Romualdas Brazauskas (LIT), Christos Christodoulou (GRE), David Chambon (FRA), Oļegs Latiševs (ŁOT) |
| 7 maja 201018:00 | Pkt: Vázquez 11 Zb: Lorbek 9 Ast: Rubio 8 | 64:54 | Pkt: Šiškauskas 19 Zb: Kaun 10 Ast: Šiškauskas 5 | Palais Omnisports de Paris-Bercy Paryż Widzów: 14768 Sędzia: Romualdas Brazauskas (LIT), Christos Christodoulou (GRE), David Chambon (FRA), Oļegs Latiševs (ŁOT) |

Półfinał nr 2
| 7 maja 201021:00 | Partizan Belgrad                              | 80:83 | Olympiakos Pireus                             | Palais Omnisports de Paris-Bercy Paryż Widzów: 14768 Sędzia: Shmuel Bachar (IZR), Fabio Facchini (WŁO), Dani Hierrezuelo (HIS), Matej Boltauzer (SŁO) |
| 7 maja 201021:00 | Pkt: McCalebb 21 Zb: Veselý 10 Ast: Roberts 5 | 80:83 | Pkt: Kleiza 19 Zb: Kleiza 11 Ast: Papalukas 5 | Palais Omnisports de Paris-Bercy Paryż Widzów: 14768 Sędzia: Shmuel Bachar (IZR), Fabio Facchini (WŁO), Dani Hierrezuelo (HIS), Matej Boltauzer (SŁO) |

Mecz o trzecie miejsce
| 9 maja 201018:00 | PBC CSKA Moskwa                                         | 90:88 | KK Partizan Belgrad                           | Palais Omnisports de Paris-Bercy Paryż Widzów: 14768 Sędzia: Fabio Facchini (WŁO), Dani Hierrezuelo (HIS), Oļegs Latiševs (ŁOT), Christos Christodoulou (GRE) |
| 9 maja 201018:00 | Pkt: Langdon 32 Zb: Chriapa 6 Ast: Holden, Šiškauskas 4 | 90:88 | Pkt: Roberts 16 Zb: Roberts 8 Ast: McCalebb 4 | Palais Omnisports de Paris-Bercy Paryż Widzów: 14768 Sędzia: Fabio Facchini (WŁO), Dani Hierrezuelo (HIS), Oļegs Latiševs (ŁOT), Christos Christodoulou (GRE) |

FINAŁ EUROLIGI
| 9 maja 201021:00 | FC Barcelona                                                | 86:68 | Olympiakos BC                                                | Palais Omnisports de Paris-Bercy Paryż Widzów: 14768 Sędzia: Romualdas Brazauskas (LIT), Shmuel Bachar (IZR), David Chambon (FRA), Matej Boltauzer (SŁO) |
| 9 maja 201021:00 | Pkt: Navarro 21 Zb: Navarro, Mickeal 5 Ast: Navarro, Sada 3 | 86:68 | Pkt: Childress 15 Zb: Childress 6 Ast: Papalukas, Teodosić 3 | Palais Omnisports de Paris-Bercy Paryż Widzów: 14768 Sędzia: Romualdas Brazauskas (LIT), Shmuel Bachar (IZR), David Chambon (FRA), Matej Boltauzer (SŁO) |

## Statystyki koszykarzy

### Punkty
| L.p. | Koszykarz      | Team                 | Mecze | Punkty | Śr.   |
| ---- | -------------- | -------------------- | ----- | ------ | ----- |
| 1.   | Linas Kleiza   | Olympiakos Pireus    | 20    | 345    | 17,25 |
| 2.   | Qyntel Woods   | Asseco Prokom Gdynia | 20    | 337    | 16,85 |
| 3.   | Marko Tomas    | Cibona Zagrzeb       | 16    | 263    | 16,44 |
| 4.   | Keith Langford | Chimki Moskwa        | 15    | 233    | 15,53 |
| 5.   | David Logan    | Asseco Prokom Gdynia | 20    | 306    | 15,30 |

### Zbiórki
| L.p. | Koszykarz         | Team              | Mecze | Zbiórki | Śr.  |
| ---- | ----------------- | ----------------- | ----- | ------- | ---- |
| 1.   | Aleks Marić       | KK Partizan       | 16    | 137     | 8,56 |
| 2.   | Lawrence Roberts  | KK Partizan       | 19    | 140     | 7,37 |
| 3.   | Linas Kleiza      | Olympiakos Pireus | 20    | 128     | 6,40 |
| 4.   | Robertas Javtokas | Chimki Moskwa     | 16    | 102     | 6,38 |
| 5.   | Wiktor Chriapa    | CSKA Moskwa       | 20    | 127     | 6,35 |

### Asysty
| L.p. | Koszykarz          | Team              | Mecze | Asysty | Śr.  |
| ---- | ------------------ | ----------------- | ----- | ------ | ---- |
| 1.   | Omar Cook          | Unicaja Malaga    | 16    | 95     | 5,94 |
| 2.   | Miloš Teodosić     | Olympiakos BC     | 20    | 104    | 5,20 |
| 3.   | Teodoros Papalukas | Olympiakos Pireus | 17    | 88     | 5,18 |
| 4.   | Terrell McIntyre   | Montepaschi Siena | 16    | 82     | 5,13 |
| 5.   | Pablo Prigioni     | Real Madryt       | 20    | 89     | 4,45 |

## Wyróżnienia
MVP sezonu regularnego
- -  Miloš Teodosić (Olympiakos Pireus)

MVP Final Four
- -  Juan Carlos Navarro (FC Barcelona)

Pierwsza piątka Euroligi
- -  Miloš Teodosić (Olympiakos Pireus)
  -  Juan Carlos Navarro (FC Barcelona)
  -  Linas Kleiza (Olympiakos Pireus)
  -  Wiktor Chriapa (CSKA Moskwa)
  -  Aleks Marić (Partizan Belgrad)

Druga piątka Euroligi
- -  Bo McCalebb (Partizan Belgrad)
  -  Josh Childress (Olympiakos Pireus)
  -  Ramūnas Šiškauskas (CSKA Moskwa)
  -  Erazem Lorbek (FC Barcelona)
  -  Tiago Splitter (Caja Laboral Vitoria)

Młoda gwiazda
- -  Ricky Rubio (FC Barcelona)

Najlepszy obrońca
- -  Wiktor Chriapa (CSKA Moskwa)

Najlepszy strzelec (nagroda im. Alphonso Forda)
- -  Linas Kleiza (Olympiakos Pireus)

Trener sezonu (nagroda im. Aleksandra Gomelskiego)
- -  Xavi Pascual (FC Barcelona)

Prezes roku
- -  Przemysław Sęczkowski (Asseco Prokom Gdynia)

MVP miesiąca
- - październik 2009:  Bojan Popović (Lietuvos Rytas Wilno)
  - listopad 2009:  Pete Mickeal (FC Barcelona)
  - grudzień 2009:  Aleks Marić (Partizan Belgrad)
  - styczeń 2010:  Miloš Teodosić (Olympiakos Pireus)
  - luty 2010:  Alan Anderson (Maccabi Tel Awiw)
  - marzec 2010:  Wiktor Chriapa (CSKA Moskwa)
  - kwiecień 2010:  Juan Carlos Navarro (FC Barcelona)

MVP kolejek
(sezon regularny)
- - kolejka 1:  Darjuš Lavrinovič (Real Madryt)
  - kolejka 2:  Tiago Splitter (Caja Laboral Vitoria)/ Matt Walsh (Union Olimpija Ljubljana)
  - kolejka 3:  Romain Sato (Montepaschi Siena)
  - kolejka 4:  Ioannis Bourousis (Olympiakos Pireus)
  - kolejka 5:  Keith Langford (Chimki Moskwa)/ Aleks Marić (Partizan Belgrad)
  - kolejka 6:  Dainius Šalenga (Žalgiris Kowno)
  - kolejka 7:  Aleks Marić (Partizan Belgrad)
  - kolejka 8:  Aleks Marić (Partizan Belgrad)
  - kolejka 9:  Miloš Teodosić (Olympiakos Pireus)/ Chuck Eidson Maccabi Tel Awiw}
  - kolejka 10:  Ricky Rubio (FC Barcelona)/ Ramūnas Šiškauskas (CSKA Moskwa)

(TOP16)
- - kolejka 1:  Ramūnas Šiškauskas (CSKA Moskwa)/ Robertas Javtokas (Chimki Moskwa)/ Fernando San Emeterio (Caja Laboral Vitoria)
  - kolejka 2:  Alan Anderson (Maccabi Tel Awiw)
  - kolejka 3:  Terrell McIntyre (Montepaschi Siena)
  - kolejka 4:  Jamont Gordon (Cibona Zagrzeb)
  - kolejka 5:  Bojan Bogdanović (Cibona Zagrzeb)
  - kolejka 6:  Romain Sato (Montepaschi Siena)

(ćwierćfinały)
- - mecz 1:  Dušan Kecman (Partizan Belgrad)
  - mecz 2:  Linas Kleiza (Olympiakos Pireus)
  - mecz 3:  Juan Carlos Navarro (FC Barcelona)
  - mecz 4:  Fernando San Emeterio (Caja Laboral Vitoria)